# 1733
1733 (MDCCXXXIII) je bilo navadno leto, ki se je po gregorijanskem koledarju začelo na četrtek, po 11 dni počasnejšem julijanskem koledarju pa na ponedeljek.

## Dogodki
- 1. januar

## Smrti
- 21. januar - Bernard Mandeville, angleški filozof, ekonomist in satirik (* 1670)
- 16. avgust - Matthew Tindal, angleški filozof (* 1657)